# Ночной страж
Ночной страж (англ. Nightwatch), в прошлом известный как Пожиратель ночи (англ. Nighteater), настоящее имя доктор Кевин Барри Тренч (англ. Kevin Barry Trench) — персонаж американских комиксов издательства Marvel Comics. Наиболее известен как союзник Человека-паука.

## История публикаций
Доктор Кевин Барри Тренч дебютировал в Web of Spider-Man #97 (февраль 1993). Двумя выпусками позже, в Web of Spider-Man #99 (апрель 1993), Тренч начал действовать под псевдонимом Ночной страж.
На протяжении 1990-х он появлялся в различных сериях комиксов, связанных с Человеком-пауком, а также обзавёлся собственной серией под названием Nightwatch. Он фигурировал в кроссовере Maximum Carnage из четырнадцати частей. Персонаж вернулся в 2014 году в комиксе She-Hulk, в котором было раскрыто его прошлое в качестве злодея Пожирателя ночи.

## Вне комиксов
В 2016 году Sony анонсировала разработку фильма про Ночного стража, который должен был стать частью медиафраншизы «Вселенная Человека-паука от Sony». В марте 2018 года Variety объявила, что Спайк Ли вступил в переговоры со студией, чтобы срежиссировать проект. Тем не менее, в конце 2018 года Ли отрицал своё участие в постановке картине.

## Критика
Comic Book Resources поместил Ночного стража на 4-е место среди «10 персонажей Marvel, которые слишком старались быть крутыми».